# Septoria euonymi
Septoria euonymi är en svampart som beskrevs av Ludwig Rabenhorst 1848. Septoria euonymi ingår i släktet Septoria och familjen Mycosphaerellaceae.   Inga underarter finns listade i Catalogue of Life.